# Pogungrejo
Pogungrejo is een bestuurslaag in het regentschap Purworejo van de provincie Midden-Java, Indonesië. Pogungrejo telt 1219 inwoners (volkstelling 2010).